# پل سورنسن (دوچرخه‌سوار)
پل سورنسن (انگلیسی: Poul Sørensen; ۳ اوت ۱۹۰۶ – ۱ ژوئیهٔ ۱۹۵۱) دوچرخه‌سوار اهل دانمارک بود.